# Y5ZONE

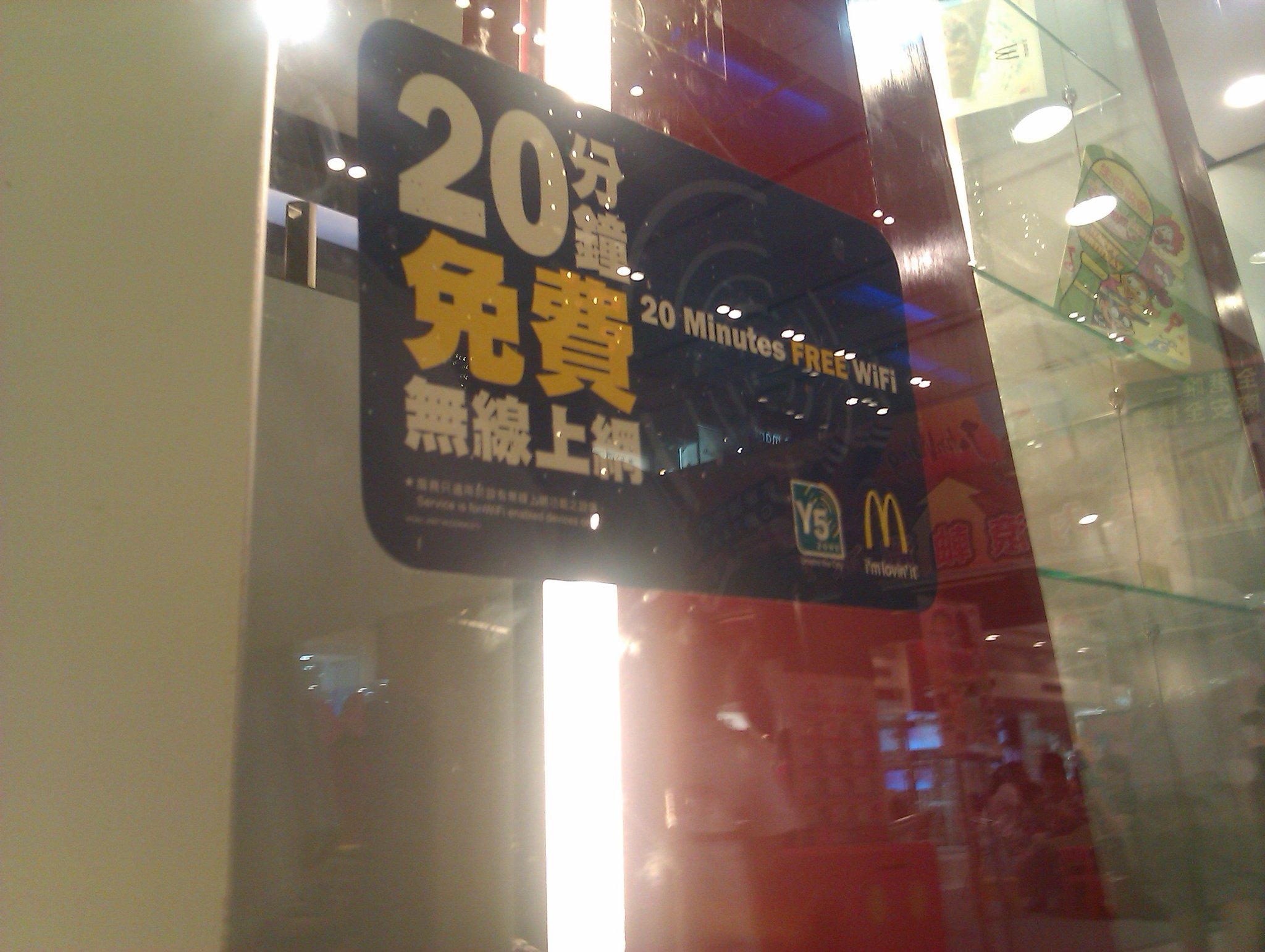
一個設立在香港將軍澳中心麥當勞的Y5ZONE熱點。

Y5ZONE是香港的一個WiFi服務供應商，由香港寬頻有限公司擁有，在中國北京、上海、廣州、深圳等地及香港各區設立約4,000個熱點。

## 歷史
Y5ZONE的前身為Beenet。2004年，Beenet曾打算與電訊盈科合作建設WiFi，但電訊盈科拒絕。

2005年，Beenet與新鴻基地產合作，在銅鑼灣世貿中心作試點。結果測試過後，顧客反應理想，新鴻基地產與Beenet合作在旗下各大商場安裝無線接取器。 Beenet的合作夥伴卻認為WiFi投資過大，不欲沾手。Y5ZONE創辦人楊德華將其擁有的Beenet股份賣給合作夥伴。同年，楊德華創辦Y5ZONE。
2013年1月17日，香港寬頻宣佈收購Y5Zone，並會增加Wi-Fi熱點，但拒絕透露價錢，只指會是低價或免費。香港寬頻期望熱點數量可增至多達1.5萬個，與對手PCCW Wi-Fi「超過一萬個熱點」看齊。
同年，中國移動香港不再與Y5ZONE合作，改與電訊盈科合作。

## 熱點
Y5ZONE在香港各區設立超過6500個熱點，包括各大專院校、麥當勞、星巴克、維他奶飲品自動售賣機、UA戲院及停車場等。 麥當勞及維他自動售賣機內的Y5ZONE熱點提供免費上網，但每日只可使用20分鐘， 它的熱點以WiFi IEEE 802.11b/g廣播。後期香港麥當勞改為提供自家的WiFi連線，只要以電郵登記即可免費享用連線四小時。
目前，Y5ZONE已於中國北京、上海、廣州、深圳及昆明等地設立約400個熱點，大多設在麥當勞餐廳內，提供免費上網服務，但每日只可使用30分鐘。

## 服務

### 與Y5ZONE申請
- 預繳Wi-Fi通行證，用戶可購買通行證，並在香港各區超過3500個的無線熱點上網。
- Wi-Fi儲值帳戶，用戶可建立個人Wi-Fi帳戶，可自選用戶名稱和密碼，並增值帳戶餘額。用戶可使用信用卡購買或Y5ZONE禮物卡兌換。
- Y5Global全球網絡漫遊，Y5Global全球網絡漫遊服務，讓用戶於大約160國家總共140,000多個的Wi-Fi熱點、寬頻及撥號連接點上網。
- Y5易無線上網計劃，此服務可讓用戶使用iPhone、iPod、iPad及Sony PSP於任何Y5ZONE熱點自動登入Wi-Fi上網，月費$18起。
- SMS Wi-Fi通行證：此服務可讓用戶傳送一個SMS，便可即時登入任何Y5ZONE無線Wi-Fi上網。惟此服務只適用於香港流動電話用戶，亦不適用於數碼通的預付儲值卡用戶，PCCW Mobile、新世界傳動網及電訊數碼的用戶。[8]
- Wi-Fi中國漫遊服務：用戶可在香港購買此帳戶，於中國內地的Y5ZONE熱點使用Y5ZONE Wi-Fi服務，只限於中國內地使用。
- 中港直通Wi-Fi計劃，此服務讓用戶在中國內地及香港各Y5ZONE熱點無線上網。

### 與合作伙伴申請
Y5ZONE與香港多個電訊商合作，包括3香港、數碼通、CSL、和記環球電訊、香港寬頻（bbWIFI） 等，在Y5ZONE的熱點為電訊商用戶提供服務，用戶可向個別電訊商申請。